# 1,4-Dihydronaphthalin
1,4-Dihydronaphthalin ist ein aromatischer Kohlenwasserstoff mit der Summenformel C10H10. Die Verbindung ist ein Abkömmling des Naphthalins und unterscheidet sich von diesem durch einen teilweise gesättigten Ring. Sie kann durch Reduktion von Naphthalin mit Natrium in Ethanol synthetisiert werden.
1,4-Dihydronaphthalin ist instabil und kann mit einer Lösung von Natriumethoxid in Ethanol zu 1,2-Dihydronaphthalin isomerisieren: